# بيشيو كيومار تاشيني
بيشيو كيومار تاشيني (1 يناير 1997 في الهند - ) هو لاعب كرة قدم هندي في مركز الدفاع. شارك مع منتخب الهند تحت 20 سنة لكرة القدم. أما مع النوادي، فقد لعب مع نادي بنغالورو.

## روابط خارجية
- بيشيو كيومار تاشيني على موقع قاعدة بيانات كرة القدم.إي يو (الإنجليزية)
- بيشيو كيومار تاشيني على موقع Soccerway.com (الإنجليزية)